# Dani Aquino
Daniel Aquino Pintos, detto Dani (Murcia, 27 luglio 1990), è un calciatore spagnolo, attaccante dell'UCAM Murcia.

## Biografia
Il padre argentino, Daniel Toribio Aquino, ha giocato in squadre di club come il Real Betis e il Real Murcia.

## Caratteristiche tecniche
È in grado di giocare sia come ala sinistra che dietro le punte.

## Carriera

### Club

#### Real Murcia
Ha fatto il suo debutto nella stagione 2006-2007 quando aveva soltanto 16 anni, durante la partita contro il Tenerife Murcia, nella fase finale del campionato, quando la promozione era già assicurata, segnando il suo primo gol.
Nel 2008 Javier Clemente gli offre un'opportunità nell'undici iniziale. In quella stagione 2007-2008 disputa 13 gare in Primera Division, mettendo a segno un gol.

### Nazionale
Ha giocato nelle nazionali spagnole Under-17 ed Under-19.

## Palmarès

### Club

#### Competizioni nazionali
- Primera Federación: 1

Ceuta: 2024-2025 (gruppo 2)